# قرار مجلس الأمن التابع للأمم المتحدة رقم 1913
قرار مجلس الأمن التابع للأمم المتحدة رقم 1913 الذي اتخذ بالإجماع في 12 مارس 2010، بعد أن ذكر القرارات 1769 (2007)، 1778 (2007)، 1834 (2008) و1861 (2009)، أشار المجلس إلى أن الوضع في منطقة دارفور، السودان وتشاد وجمهورية إفريقيا الوسطى يشكل تهديدًا للسلم والأمن الدوليين، وبالتالي مدد ولاية بعثة الأمم المتحدة في جمهورية أفريقيا الوسطى وتشاد لمدة شهرين آخرين، حتى 15 مايو 2010.
تم إنشاء بعثة الأمم المتحدة في عام 2007 بموجب القرار 1778 لتوفير الأمن لمئات الآلاف من اللاجئين من منطقة دارفور التي مزقتها الحرب في السودان، وغيرهم من النازحين والعاملين في المجال الإنساني. تم تمرير القرار الحالي وسط مناقشات حول مستقبل البعثة. طلبت تشاد عدم تجديد تفويضها (لكنها وافقت لاحقًا على تمديد لمدة شهرين)، بينما جادلت الأمم المتحدة بأن سحب القوة في وقت قريب جدًا من شأنه أن يترك اللاجئين عرضة للخطر وسيقوض العمليات الإنسانية.